# شلومو كاتس
شلومو كاتس (بالإنجليزية: Shlomo Katz)‏ هو ملحن أمريكي، ولد في 1980 في نيوجيرسي في الولايات المتحدة.

## وصلات خارجية
- الموقع الرسمي